# Savès

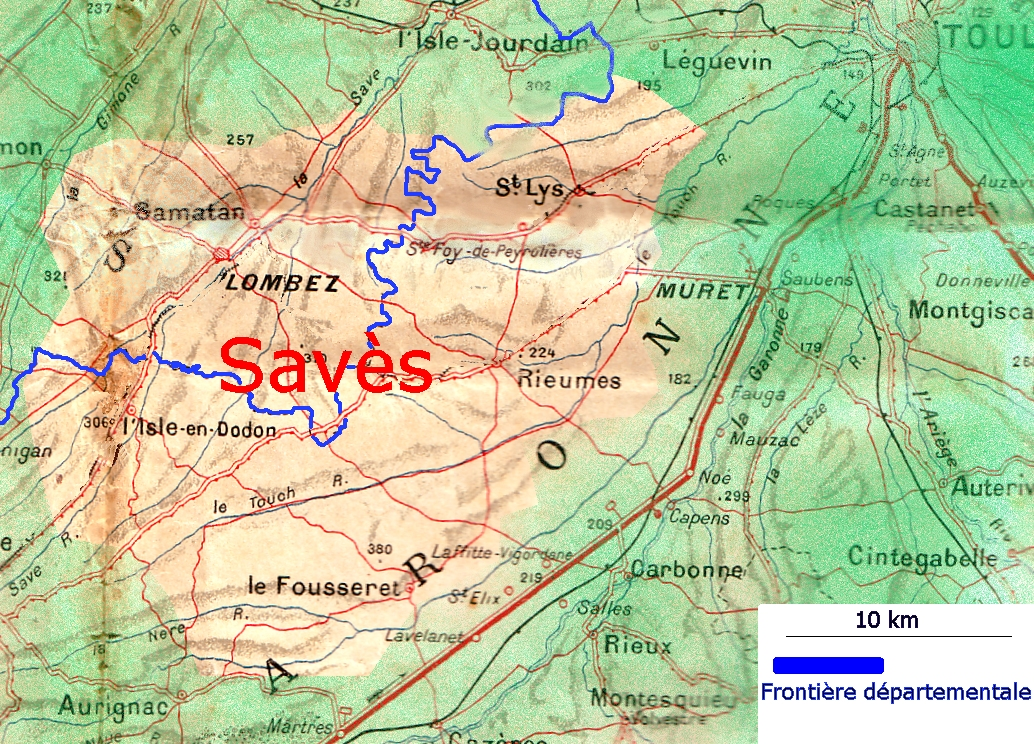
Territoriale Ausdehnung des Savès

Der Savès (pagus Saveneii) war eine kleine gaskognische Provinz im Südosten des Départements Gers und im Südwesten des Départements Haute-Garonne. Hauptort der Landschaft war Lombez.
Savès umfasste das Gebiet um den Unterlauf der Save, eines Nebenflusses der Garonne. Benachbarte Landschaften sind Astarac im Westen, Nébouzan im Südwesten, Volvestre im Süden, Gimois im Nordwesten und die Lomagne im Norden.